# 시스타티오닌
시스타티오닌(영어: cystathionine)은 시스테인 합성 과정에서의 대사 중간생성물이다. 시스타티오닌은 시스타티오닌 β-생성효소에 의해 호모시스테인과 세린으로부터 생성된다(아래의 그림에서 위의 반응). 그런 다음, 시스타티오닌은 시스타티오닌 γ-분해효소에 의해 α-케토뷰티르산과 시스테인으로 분해(아래의 그림에서 아래의 반응)된다.
시스테인은 시스테인 이산소화효소에 의해 시스테인 설핀산으로 전환될 수 있으며, 시스테인 설핀산은 설피노알라닌 탈카복실화효소에 의해 하이포타우린을 생성할 수 있으며, 그런 다음에 타우린을 생성할 수 있다. 또는 시스테인은 글루탐산-시스테인 연결효소 및 글루타티온 합성효소의 작용을 통해 글루타티온을 생성할 수도 있다.
시스타티오닌뇨증은 오줌으로 시스타티오닌이 과량으로 배설되는 대사 질환이다.
|  |

## 같이 보기
- 호모시스테인
- 시스테인
- α-케토뷰티르산
- 황전환 경로